# 강태훈 (바둑 기사)
강태훈(姜兌勳, 1994년 4월14일 ~ )은 대한민국의 바둑 기사이다. 대구 지역 연구생으로 장수영 도장 등에서 사사했다.

## 약력
경북 경산 출신으로 5살에 경산 소재 옥산바둑교실에서 바둑에 입문했다. 8세에 하찬석 사범에서 바둑을 배웠고 이후 차수권 도장에서 공부했다. 그린피아배 중등부에서 우승했다. 2012년 8월, 제13회 지역연구생 입단대회를 통해 입단했다. 2018년 제23기 GS칼텍스배 프로기전에서 24강에 올랐다.